# 안해 (영화)
"안해"는 2017년에 개봉한 대한민국의 영화이다.

## 캐스팅
- 윤세나 : 지영 역
- 신성훈 : 민호 역
- 장지은 : 현아 역
- 안소희 : 보영 역
- 최신호 : 수혁 역
- 박샤론 : 수미 역
- 김미란 : 간호사 역
- 남성현 : 사무장 역
- 이리에 : 환자 1 역
- 조정복 : 환자 2 역